# Silk & Soul
'Silk & Soul från 1967 är ett musikalbum med Nina Simone. 
Simone nominerades 1968 till ”Grammy Award for Best Female R&B Vocal Performance” för sången "Go to Hell". Hon förlorade dock till Aretha Franklin. "It Be's That Way Sometime" är skriven av Simones bror Sam Waymon.

## Låtlista
1. It Be's That Way Sometime (Samuel L. Waymon) – 2:59
2. The Look of Love (Burt Bacharach/Hal David) – 2:22
3. Go to Hell (Morris Bailey Jr.) – 2:51
4. Love O' Love (Andy Stroud) – 5:08
5. Cherish (Terry Kirkman) – 3:24
6. I Wish I Knew How it Would Feel to Be Free (William Taylor/Richard Lamb) – 3:08
7. Turn Me On (John D. Loudermilk) – 2:25
8. The Turning Point (Martha Holmes) – 2:03
9. Some Say (Charles Reuben) – 2:12
10. Consummation (Nina Simone) – 4:13

Bonusspår på cd-utgåvan från 2006
1. Why Must Your Love Well Be So Dry (Harold Thomas/Virdia Crawford/Randie Evretts) – 2:23
2. Save Me (Carolyn Franklin/Aretha Franklin/Curtis Ousley) – 3:24

## Inspelningsdata
Inspelad I RCA Studios, New York
13–29 juni 1967 (spår 1–10)
25–26 augusti 1969 (spår 11, 12)

## Musiker
- Nina Simone – sång, piano
- Ernie Royal, Marky Markowitz – trumpet (spår 1, 3–6, 9)
- Harold Johnson, Jimmy Nottingham, Joe Shepley, Wilbur Bascomb – trumpet (spår 11, 12)
- Jimmy Cleveland, Richard Harris – trombon (spår 11, 12)
- Mel Tax – altsax (spår 1, 4, 6), barytonsax (spår 1, 4, 6), klarinett (spår 7, 8, 10), flöjt (spår 1, 3–10)
- Jerome Richardson – barytonsax (spår 3, 5, 9)
- Seldon Powell – tenorsax (spår 1, 4, 6)
- George Coleman, Haywood Henry, Norris Turney, Seldon Powell – saxofon (spår 11, 12)
- George Marge – basklarinett (spår 7, 8, 10), flöjt (spår 7, 8, 10)
- Seldon Powell – flöjt (spår 1, 4, 6)
- Jerome Richardson – flöjt (spår 3, 5, 9)
- George Marge – flöjt (spår 7, 8, 10)
- Gordon Powell – vibrafon (spår 11, 12)
- Eric Gale – gitarr (spår 1, 3–12)
- Rudy Stevenson – gitarr (spår 1, 3–10)
- Everett Barksdale – gitarr (spår 11, 12)
- Ernie Hayes – piano, cembalo (spår 1, 3–10)
- Richard Tee, Weldon Irvine – orgel (spår 11, 12)
- Gene Taylor – bas (spår 1, 3–10)
- Jerry Jemmott – bas (spår 11, 12)
- Bernard Purdie – trummor (spår 1, 3–12)
- Bernard Purdie – timpani (spår 3, 5, 9)
- Martin Grupp – timpani (spår 7, 8, 10), marimba (spår 7, 8, 10)
- George Devens, Gordon Powell, Montego Joe – slagverk (spår 11, 12)
- Gene Orloff, Mac Ceppos – violin (spår 7, 8, 10)
- Alfred Brown – viola (spår 7, 8, 10)
- Kermit Moore, Seymour Barab – cello (spår 7, 8, 10)
- Barbara Webb, Eileen Gilbert, Hilda Harris, Jerome Graff, Maeretha Stewart, Milt Grayson, Noah Hopkins, Ralph H. Fields – sång (spår 11, 12)